# Sơ đồ mạng MPM
Sơ đồ mạng MPM, còn gọi là Sơ đồ mạng nút công việc MPM hay Phương pháp tiềm lực Metra (MPM) (tiếng Pháp: Méthode des potentiels Métra, tiếng Anh: Metra potential method) là một phương pháp sơ đồ mạng áp dụng phương pháp phân tích mạng trong lý thuyết đồ thị, để trở thành một phương tiện mô tả việc tổ chức và lập kế hoạch tiến độ của một dự án (một khâu trong quản lý dự án).

## Lịch sử
Sơ đồ mạng MPM được nhà nghiên cứu người Pháp là Bernard Roy thuộc tập đoàn Metra (nay là Tổng công ty Atos Origin) phát triển vào năm 1958, để xây dựng tàu thủy du lịch mang nhãn hiệu "Le France" (nước Pháp). Phương pháp này sau đó được sử dụng trong việc xây dựng các nhà máy điện hạt nhân của Pháp. Nó là một phương pháp tương đương và ra đời đồng thời với phương pháp sơ đồ mạng PERT.

## Cấu trúc
Sơ đồ mạng MPM là một đồ thị mạng có hướng sử dụng các đỉnh (nút) để biểu thị cho các công tác (công việc) và cung (tức là đường, hay mũi tên) cho sự liên hệ phụ thuộc giữa các công tác (công việc) với nhau.